# Betonová zahrada (film)
Betonová zahrada (anglicky The Cement Garden) je britské filmové drama Andrewa Birkina z roku 1993 založené na stejnojmenném románu Iana McEwana o milenecké lásce mezi dvěma sourozenci.

## Děj
Děj je zasazen do několika dnů horkého léta v nevzhledném rodinném domě v zanedbané periferii, kde žije rodina se čtyřmi dětmi v atmosféře zmaru a nulového vývoje. Po náhlé smrti otce a následně i matky se rozhodnou sourozenci matku pohřbít ve sklepě, aby nemuseli skončit v sociálním ústavu. Nejstarší sourozenci se stávají pány domu a rodiči pro mladší sestru a budí se v nich nečekaná vzájemná láska, která se zdá být nejvýznamnější věcí jejich života.